# Wolfgang Eras
Wolfgang Eras (* 14. April 1843 in Schönfeld bei Großenhain; † 29. Dezember 1892 in Breslau) war ein deutscher Volkswirt.

## Leben
Eras studierte an den Universitäten Leipzig, Jena und Berlin, wurde 1866 Chefredakteur der Mittelrheinischen Zeitung in Wiesbaden, später Generalsekretär des Rheinisch-Westfälischen Handels- und Gewerbevereins, dann Sekretär der Bielefelder Handelskammer und war ab 1871 erster Sekretär der Handelskammer und Syndikus der Börsenkommission zu Breslau.

## Schriften (Auswahl)
- Was steht in den preußischen Schulregulativen? Leipzig 1868.
- Der Zwangsstaat und die deutschen Sozialisten. Leipzig 1868.
- Vier Zeitfragen aus dem Gebiet der Volkswirtschaft und Gesetzgebung. Leipzig 1870.
- Handelspolitische Aufgaben nach dem Krieg. Berlin 1871
- Der Prozeß Bebel-Liebknecht und die offizielle Volkswirtschaft. Breslau 1875.
- Aus der Praxis. Volkswirtschaftliche Studien und Skizzen. Breslau 1872.
- Das Reichseisenbahnprojekt. Breslau 1876.
- Der Währungsstreit 1879–83. Berlin 1883.
- Die Oderregulierung. Breslau 1884.
- Das Branntwein-Monopol. Berlin 1886.